# Madonna Lochis (Giovanni Bellini)
La Madonna Lochis è un dipinto tempera su tavola (47x34 cm) di Giovanni Bellini, databile al 1475 circa e conservata nell'Accademia Carrara di Bergamo.

## Descrizione e stile
Maria col Bambino in braccio sono raffigurati in primo piano oltre la consueta balaustra marmorea, dove su un cartellino è appeso il cartiglio con la firma dell'artista: IOANNES BELLINVS.
Le loro figure sono salde e monumentali e spiccano, anche da un punto di vista cromatico, sullo sfondo bruno, che imita un drappo steso, dove si vedono ancora le pieghe. Sebbene la scena presenti elementi tradizionali, come il volto di Maria, ispirato forse a una Basilissa bizantina,   dolcissimo e al tempo stesso pensoso per la riflessione sulla tragica sorte destinata al figlio, vi sono anche elementi innovativi, come la posa in diagonale del Bambino, che si muove vivacemente, in contrasto con la posizione assiale di Maria. Oltre che un accorgimento compositivo, la scelta riflette anche il contrasto tra la maiestas di Maria e la vitalitas di Gesù.
Il dipinto è databile all'inizio della fase matura dell'artista, anche se vi si leggono ancora alcune rigidità derivate dall'influenza, non ancora dissolta, di Andrea Mantegna, come i preziosi riflessi dorati del panneggio che appare solido come una scultura.